# Sivaren
Sivaren är en ö i Finland. Den ligger i Finska viken och i kommunen Pyttis i den ekonomiska regionen  Kotka-Fredrikshamn i landskapet Kymmenedalen, i den södra delen av landet. Ön ligger omkring 21 kilometer väster om Kotka och omkring 92 kilometer öster om Helsingfors.
Öns area är 0,3 hektar och dess största längd är 60 meter i nord-sydlig riktning.